# Hermanovce
Hermanovce este o comună slovacă, aflată în districtul Prešov din regiunea Prešov. Localitatea se află la altitudinea de 501 m deasupra n.m., se întinde pe o suprafață de 15,96 km2 și în 2017 număra 1.942 de locuitori.

## Istoric
Localitatea Hermanovce este atestată documentar din 1320.

## Demografie
| An:                | 1994 | 2004    | 2014    | 2024   |
| ------------------ | ---- | ------- | ------- | ------ |
| Număr de persoane: | 1359 | 1539    | 1879    | 1738   |
| Diferență:         |      | +13,24% | +22,09% | −7,50% |

| An:                | 2023 | 2024   |
| ------------------ | ---- | ------ |
| Număr de persoane: | 1704 | 1738   |
| Diferență:         |      | +1,99% |